# Syndicus der Freien Hansestadt Bremen
 Syndicus der Freien Hansestadt Bremen  (auch historisch als Stadtsyndicus bezeichnet) waren die Syndici, die als Rechtsgelehrte und später als Juristen den Bremer Rat und später dann den Senat der Freien Hansestadt Bremen berieten, für ihn Aufträge ausführten und später Dienststellen leiteten. Heute ist die Stelle auch mit der eines Staatsrates vergleichbar.
Die Syndici nahmen mit beratender Stimme an den Sitzungen des Rats bzw. des Senats teil. Sie hatten Aufgaben vor Gericht, in der Kanzlei des Rats oder des Senats, im Archiv und andere übertragene Aufgaben zu erfüllen. Der Syndicus stand zumeist an der Spitze der Rats- oder Senatskanzlei.

## Geschichte

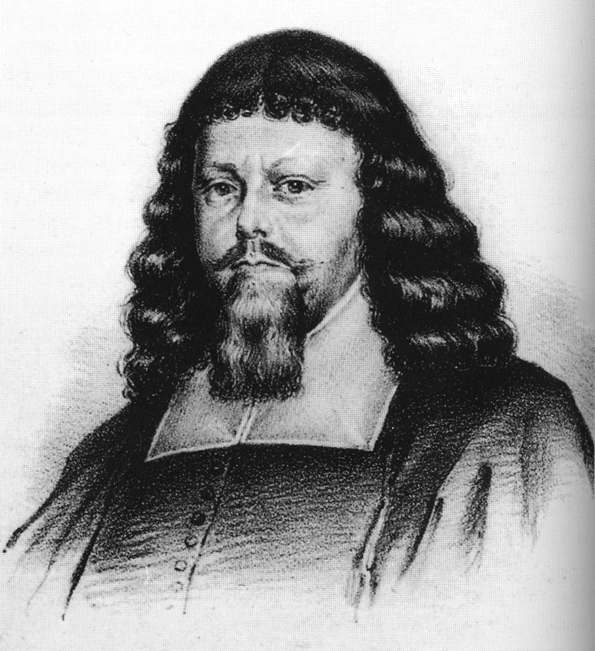
Johann Wachmann der Jüngere, Syndicus im 17. Jahrhundert

Das Amt Syndicus ist in Bremen seit 1492 überliefert. Seit 1634 gab es auch das Amt des Vice-Syndicus. Die Bezeichnung 1. Syndicus und 2. Syndicus ist in den Quellen zu finden. Das Amt – zunächst auf Zeit vergeben – wurde dann unbefristet, und es endete oftmals erst mit dem Tod das Amtsinhabers.
Diese Stelle war jedoch nicht zu allen Zeiten besetzt. Zeitweise, vor allem im 18. Jahrhundert, wurde das Amt mit dem des Archivars gleichgesetzt. Während der Franzosenzeit gab es in Bremen keine Syndici. 1813 wurde die Position wieder eingeführt. Seit 1823 wurde die Senatskanzlei jedoch von einem Senator mit der Bezeichnung Direktor geleitet. Die beiden Syndici waren juristische Berater. Am 19. April 1849 wurde dieses Amt aufgelöst. Seit 1913 gab es dann wieder Syndici als Vertreter einzelner Senatoren. 1921 nahmen sechs Syndici die Aufgabe wahr; sie wurden nunmehr Staatsräte genannt. Nur der Leiter des Staatsarchivs Bremen behielt zunächst den Titel Syndicus, wurde dann aber seit 1933 als Staatsarchivar bezeichnet.

## Weitere Hinweise
Als Syndikus (griech. σύνδικος) wird ansonsten heute ein Rechtsanwalt bezeichnet, der aufgrund eines ständigen Beschäftigungsverhältnisses seine Arbeitskraft einem nichtanwaltlichen Arbeitgeber (z. B. Unternehmen, Verband, Stiftung) zur Verfügung stellt. So hatte und hat auch die bremischen Kaufmannschaft – heute vertreten durch die Handelskammer Bremen – einen Syndikus.
Hamburg kennt den vergleichbaren Senatssyndicus, der heute als Staatsrat bezeichnet wird und der als Beamter einem Senator als Leiter einer senatorischen Behörde beigegebenen war.

## Bekannte Bremer (Stadt-)Syndici
Auswahl, zeitlich geordnet
- Diedrich Lange (Diricus Lange) † 1641 in Regensburg, Erster Syndicus (um 1632–1641) und Kanzleidirektor
- Gerlach Buxdorff, Syndicus, hinterließ 1628 der Stadt seine Bücher
- Johann Wachmann der Ältere (1592–1659), Syndicus (1634–1659 ?)
- Johann Wachmann der Jüngere (1611–1685), Syndicus (17. Jahrhundert)
- Liborius Line, Syndicus (17. Jahrhundert), evtl. auch oder nur Bremer Ratsherr
- Burchard Eden (1618–1689), Syndicus (1646–1661), 1661 Bremer Gesandter beim Reichstag
- Gerhard von Mastricht (1639–1721), war von 1689 bis 1721 Syndicus von Bremen
- Everhard Otto (1685–1756), Syndicus
- Wilhelm Friedrich Hombergk, Syndicus (1761–1763)
- Franz Köhne (1690–1760), Syndicus, der Syndicushof in Bremen-Walle wurde nach ihm benannt
- Caspar Meyer, Syndicus bis 1766
- Simon Hermann Post (1724–1808), Syndicus und Kanzleidirektor (1763–1808), war auch Archivar (1753–1763), Sohn von Hermann Post
- Johann von Eelking (1748–1806), Syndicus (1771–1806)
- Christian Hermann Schöne (1763–1822), Syndicus (1792–1817 mit Unterbrechung in der Franzosenzeit), 1817 Bremer Bürgermeister
- Georg Olbers, Syndicus bis 1825
- Heinrich Gröning (1774–1839), Syndicus (1808–1811, 1817–1821), 1821 Bremer Bürgermeister
- Friedrich Wilhelm Heineken (1787–1848), Syndicus (1818–1848); er war von 1822 bis 1848 zugleich auch Senator
- Georg Heinrich Olbers (1790–1861), 1822–1825 Syndikus, dann Senator
- Albert Georg Benjamin Gröning (1784–1843), Syndicus (1822–1843)
- August Ferdinand Arnold Iken (1793–1853), Syndicus (1829–1849), danach Richter
- Heinrich Smidt (1806–1878), Syndicus (1843–1849), Senator (1849–1878), Archivar (1832–1849)
- Georg Wilhelm Albers (1800–1876), 1844 Syndicus, seit 1847 Senator
- Johann Focke (1848–1922), Syndicus 1898, Gründer des Focke-Museums in Bremen
- Arthur Ulrich (1882–1958), Jurist, Syndikus der Handelskammer Bremen, 1913 Syndicus von Bremen
- Richard Duckwitz (1886–1972), Syndicus (um 1921), 1934 Finanzsenator, später Kommissarischer Bürgermeister